# Trattato della Pittura

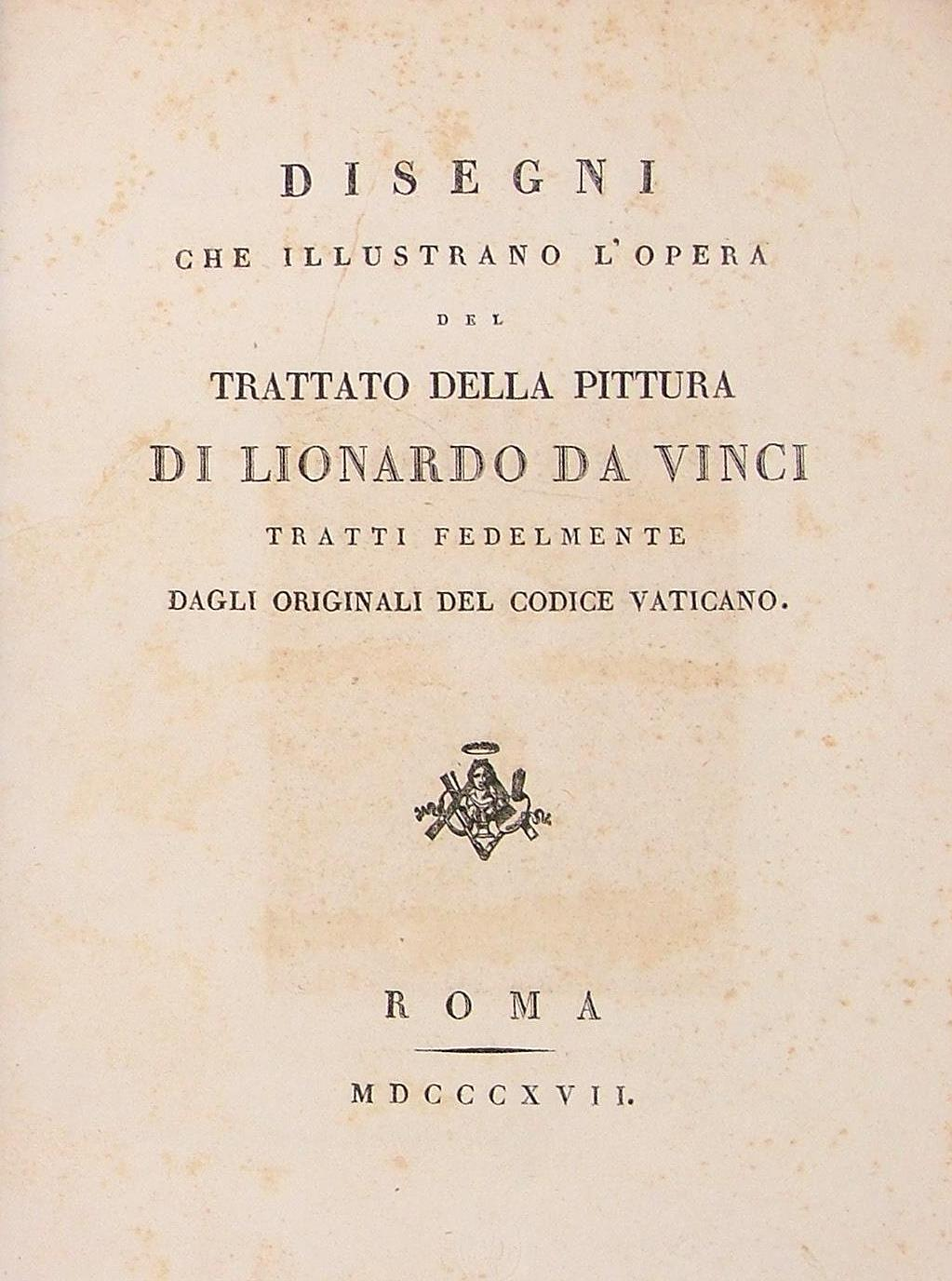
Esta imagem do Tratado da pintura de Leonardo da Vinci é de uma cópia fidedigna, segundo o original que se encontra no Codex Vaticanus, publicada em Roma, em 1792. Ela pertence à coleção da biblioteca do Museu de Arte de São Paulo (MASP), São Paulo, Brasil.

O Trattato della pittura, em italiano, ou Tratado da pintura, conforme aparece em tradução ao português, é uma coleção de escritos do pintor italiano Leonardo da Vinci, na qual ele se ocupa com assuntos técnicos e com os fundamentos do desenho e da pintura. 
Além de discutir a pintura em seus escritos, Leonardo da Vinci também levanta questões de conhecimentos filosóficos e teóricos. Ele considera a pintura como a mais nobre e elevada das belas artes, pois ela permite possibilidades de expressão diferenciadas, por exemplo, quando comparado com a arte da produção de esculturas.
Sobre o Tratado da pintura Leonardo da Vinci escreve que o bom pintor deve borrar - ele utilizou termo hoje arcaico  dipingire, literalmente traduzido ficaria "despintar", i.e borrar - duas coisas principais de suas obras, que o são o homem e o conceito de sua mente; o primeiro sendo fácil, mas o segundo difícil porque há de firgurá-lo com gestos e movimentos dos membros:
| “ | Il bono pittore ha da dipingere due cose principali, cioè l'homo e il concetto della mente sua. Il primo è facile, il secondo difficile perché s'ha a figurare con gesti e movimente delle membra. | ” |

## Francesco Melzi
Após a morte de Leonardo da Vinci, seu aprendiz, companheiro vitalício, e herdeiro escolhido, Francesco Melzi, selecionou vários escritos manuais de seu mestre para formar uma coleção que foi publicada sob o título de Trattato della pittura; diversas cópias deste tratado percorreram os círculos acadêmicos da Itália. Uma destas cópias pertenceu ao pintor, escritor, sacerdote, teórico matemático (especialmente interessado no estudo da área da perspectiva), Matteo Zaccolini. Mesmo Matteo Zaccolini compôs escritos sobre pintura, sendo estes baseados nos textos de Leonardo da Vinci; e, conseqüentemente, Matteo Zaccolini garantiu ao conhecimento público e à posteridade um dos textos perdidos de Leonardo da Vinci sobre luz e sombra. O exemplar de Matteo Zaccolini foi adquirido por Cassiano dal Pozzo, mecenas de Roma e secretário do cardeal Francesco Barberini, e passou a fazer parte da biblioteca deste cardeal. Cassiano dal Pozzo por sua vez produziu cópias do tratado de Matteo Zaccolini.

## Versão impressa
Leonardo da Vinci complementou seus escritos feitos a mão com algumas curtas explanações gráficas. No caso das edições impressas, Cassiano dal Pozzo comissionou o (desenhista e) pintor francês Nicolas Poussin para produzir as ilustrações. Nicolas Poussin criou dezenove desenhos, à pluma (pena), e com bordas. Cassiano dal Pozzo fixou (grudou) esses desenhos originais nas páginas do único exemplar em sua posse, tendo mandado fazer cópias destinadas para a impressão. 
A primeira impressão deste livro ocorreu em 1651, quando saiam do prelo, paralelamente, dois outros projetos similares -- um em italiano e um em francês. Esta segunda versão italiana continha uma biografia de Leonardo da Vinci, assim como o texto De statua de Leon Battista Alberti. Ambos estes textos não aparecem na edição francesa, a qual, no entanto, foi publicada com a adição especial de uma bibliografia. Os desenhos de Nicolas Poussin foram levemente alterados por Charles Errard para agradar os gostos da época (por uma forma narrativa). 

## Cópia doTrattato della Pitturano MASP
A imagem da capa do Tratado da pintura de Leonardo da Vinci que aparece ao lado, nesta página, é de uma cópia fidedigna, segundo o original que se encontra no Codex Vaticanus, publicada em Roma, em 1792. Ela pertence à coleção da biblioteca do Museu de Arte de São Paulo (MASP), São Paulo, Brasil.

### Manuscritos
- Codex Urbinus 1270 latinus 135 a (ca. 1480-1516), Biblioteca do Vaticano, Roma, Itália.

### Livros
- Leonardo da Vinci: Trattato della Pittura. Vicenza, Itália, 2000.
- Pedretti, Carlo: The Literary Works of Leonardo da Vinci: A Commentary to Jean Paul Richter's Edition. 2 tomos. Berkeley, Califórnia, Estados Unidos, 1977.
- Cropper, Elizabeth: Poussin and Leonardo: Evedence from the Zaccolini MSS in: Art Bulletin, 62, 1980, S. 570-583.
- Bell, J.: Cassiano dal Pozzo's Copy of the Zaccolini Mss'. In: Journal of the Warburg and Courtauld Institutes, 1988, S. 103-125.